# Viorel Barda

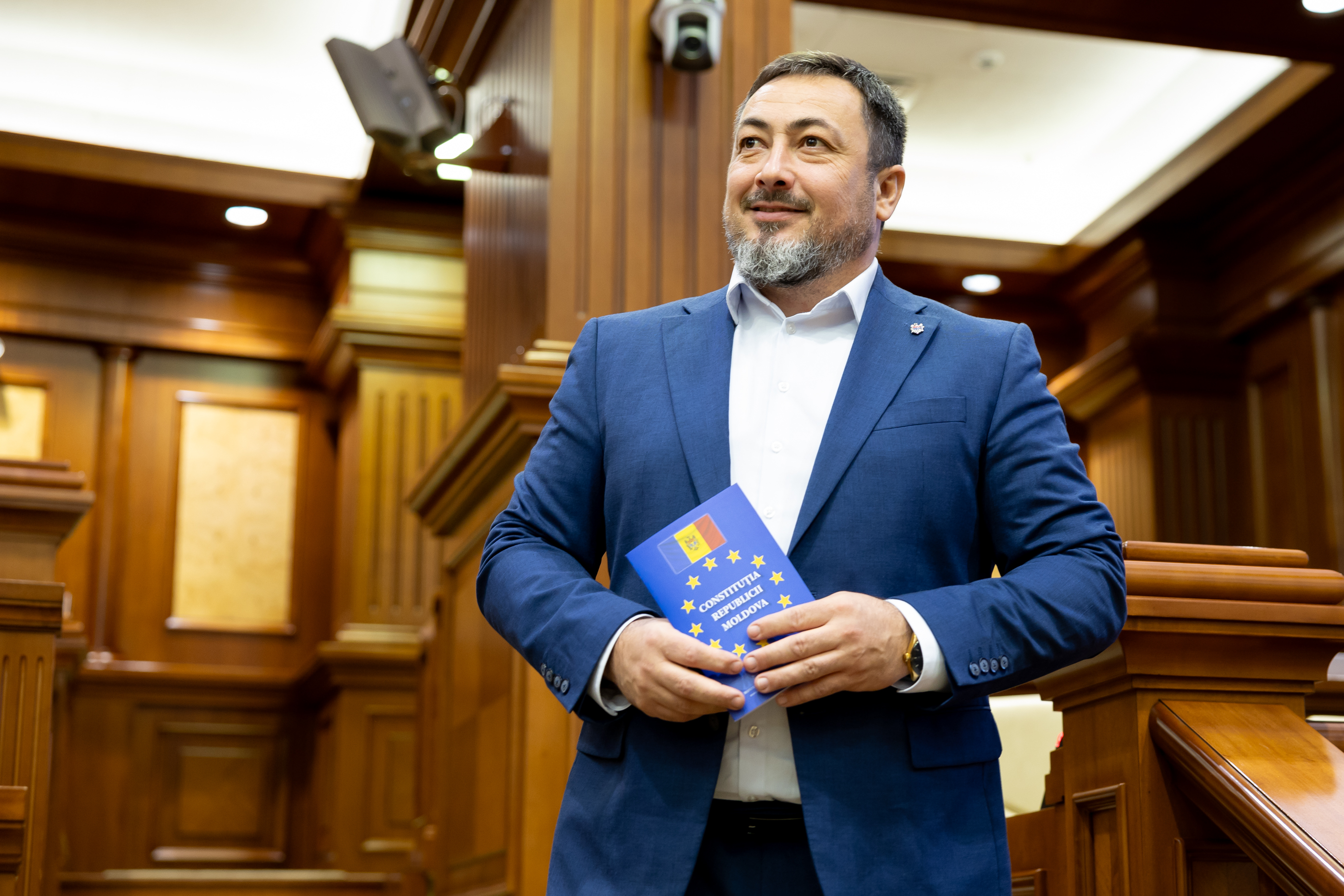
Viorel Barda, 2024

Viorel Vasile Barda (* 16. Dezember 1981 in Camenca, Moldauische SSR) ist ein Politiker der Partidul Acțiune și Solidaritate (PAS) in der Republik Moldau, der seit 2021 Mitglied des Parlaments ist.

## Leben
Viorel Vasile Barda besuchte von 1988 bis 1999 das Theoretische Gymnasium in Sănătăuca und begann daraufhin 1999 ein Studium der Rechtswissenschaft an der Akademie „Ștefan cel Mare“ des Innenministeriums (Ministerul Afacerilor Interne), welches er 2003 beendete. Im Anschluss war er zunächst zwischen 2004 und 2006 als Leitender Inspektor der Personalabteilung des Innenministeriums tätig sowie daraufhin von 2008 und 2018 Generaldirektor des Unternehmens S. C. Cetatea Pietrarilor S. R. L. 2019 wechselte er in die Generaldirektion für die Verwaltung von Regierungsgebäuden und war dort bis 2021 Leiter einer Abteilung. Am 24. Juni 2021 schloss er zudem einen Lehrgang für Reserveoffiziere an der Militärakademie der Streitkräfte (Academia Militară a Forțelor Armate) ab.
Barda, der am 15. Mai 2016 der Partidul Acțiune și Solidaritate PAS (Partei der Aktion und Solidarität) beigetreten war, ist seit dem 14. September 2021 Mitglied des Parlaments (Parlamentul Republicii Moldova). Derzeit ist er im Parlament Sekretär der Kommission für Landwirtschaft und Lebensmittelindustrie (Comisia agricultură și industrie alimentară). Darüber hinaus engagiert er sich in der Freundschaftsgruppe mit der Schweizerischen Eidgenossenschaft, der Freundschaftsgruppe mit der Russischen Föderation, der Freundschaftsgruppe mit Georgien, der Freundschaftsgruppe mit dem Königreich Norwegen sowie der Freundschaftsgruppe mit dem Königreich Spanien.
Aus seiner Ehe mit Tatiana Guriuc gingen die beiden Kinder Lica und Cosmin Barda hervor.